# Bélád
Bélád (szlovákul: Beladice) község Szlovákiában, a Nyitrai kerület Aranyosmaróti járásában.

## Fekvése
Aranyosmaróttól 10 km-re délnyugatra, a Zsitvai-dombság keleti részén fekszik. Kis- és Nagyheresztény, valamint Pusztahatár tartozik hozzá. A közös település határában folyik a Dervence-patak.

## Élővilága

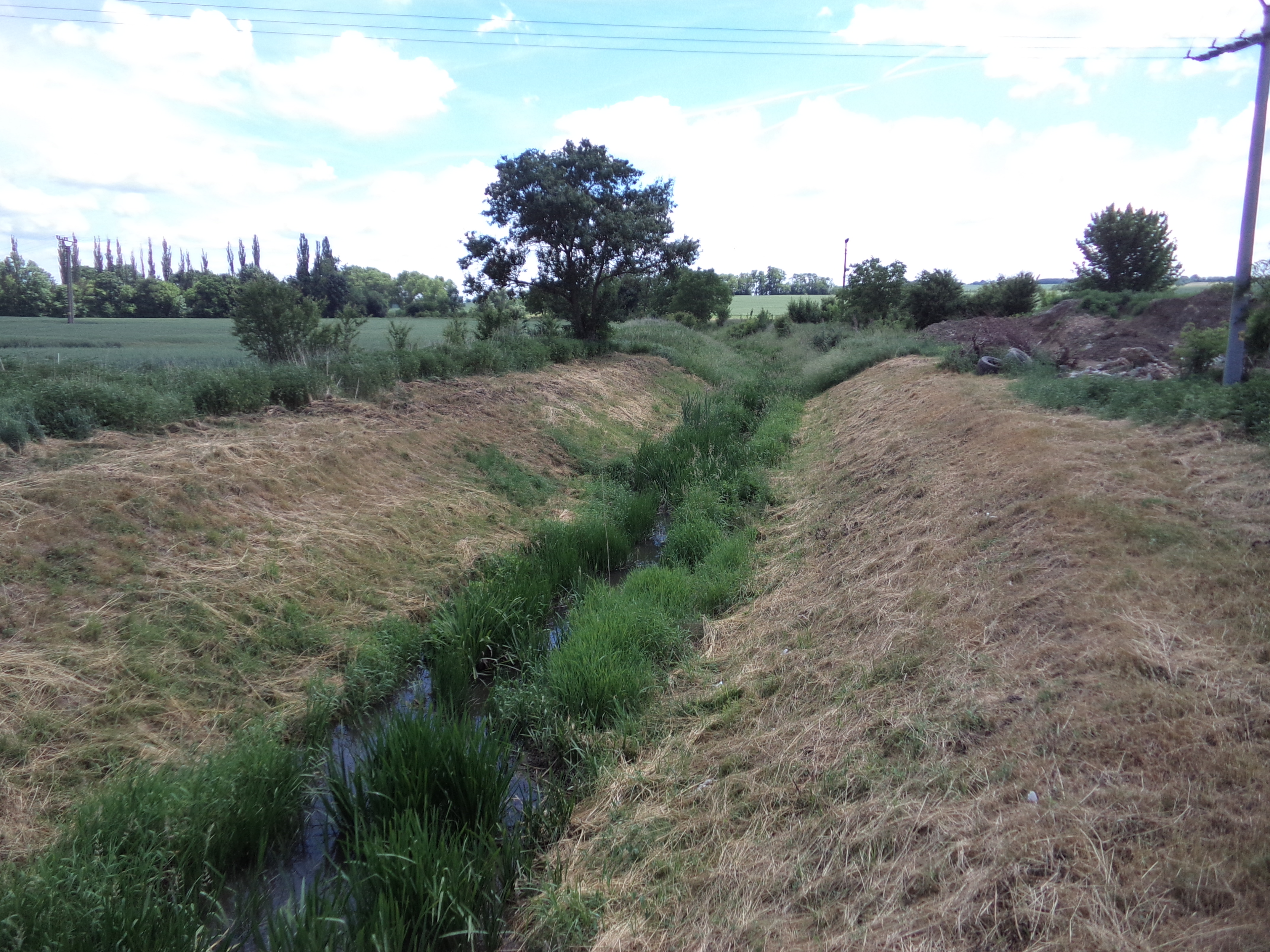
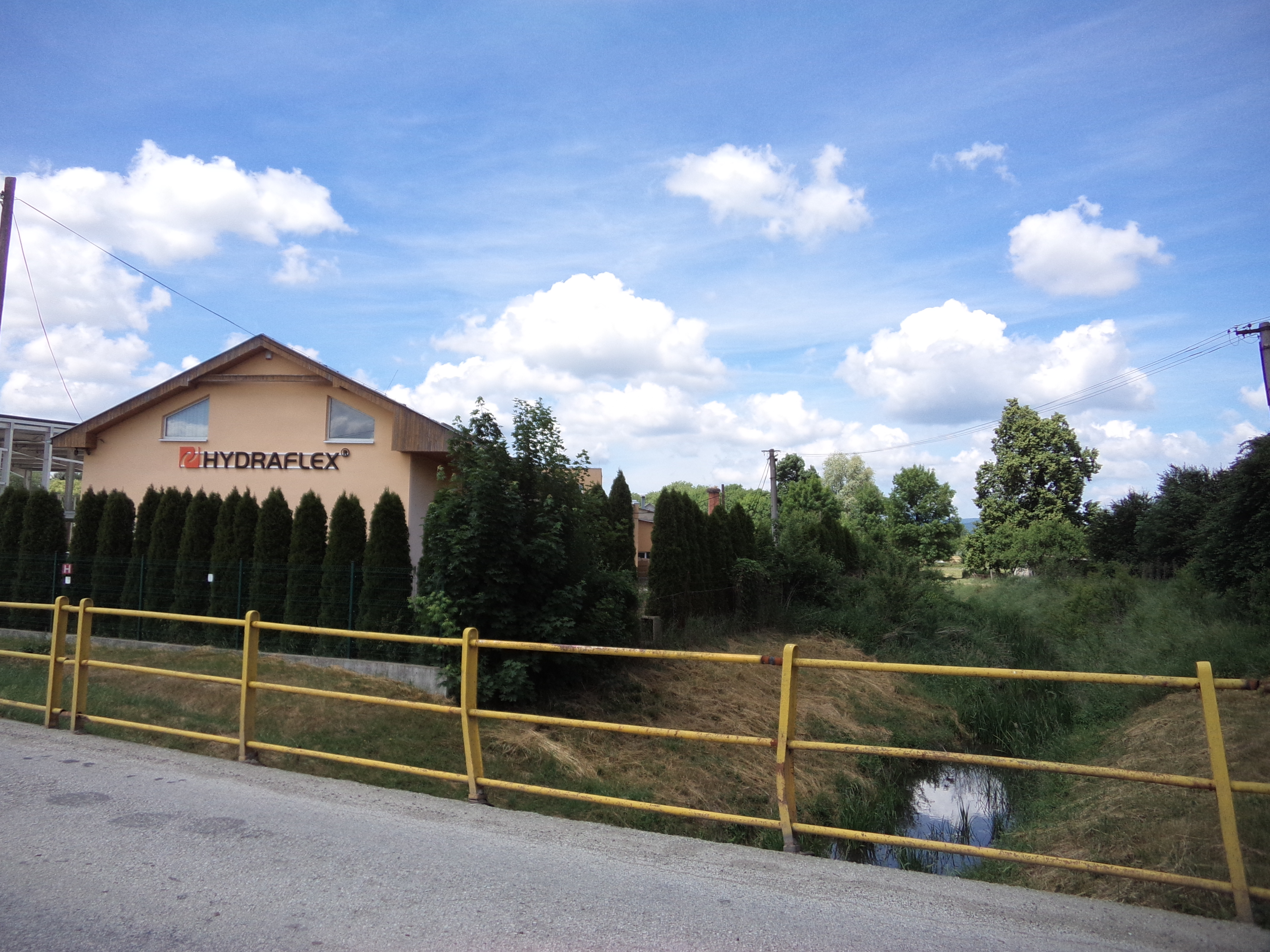
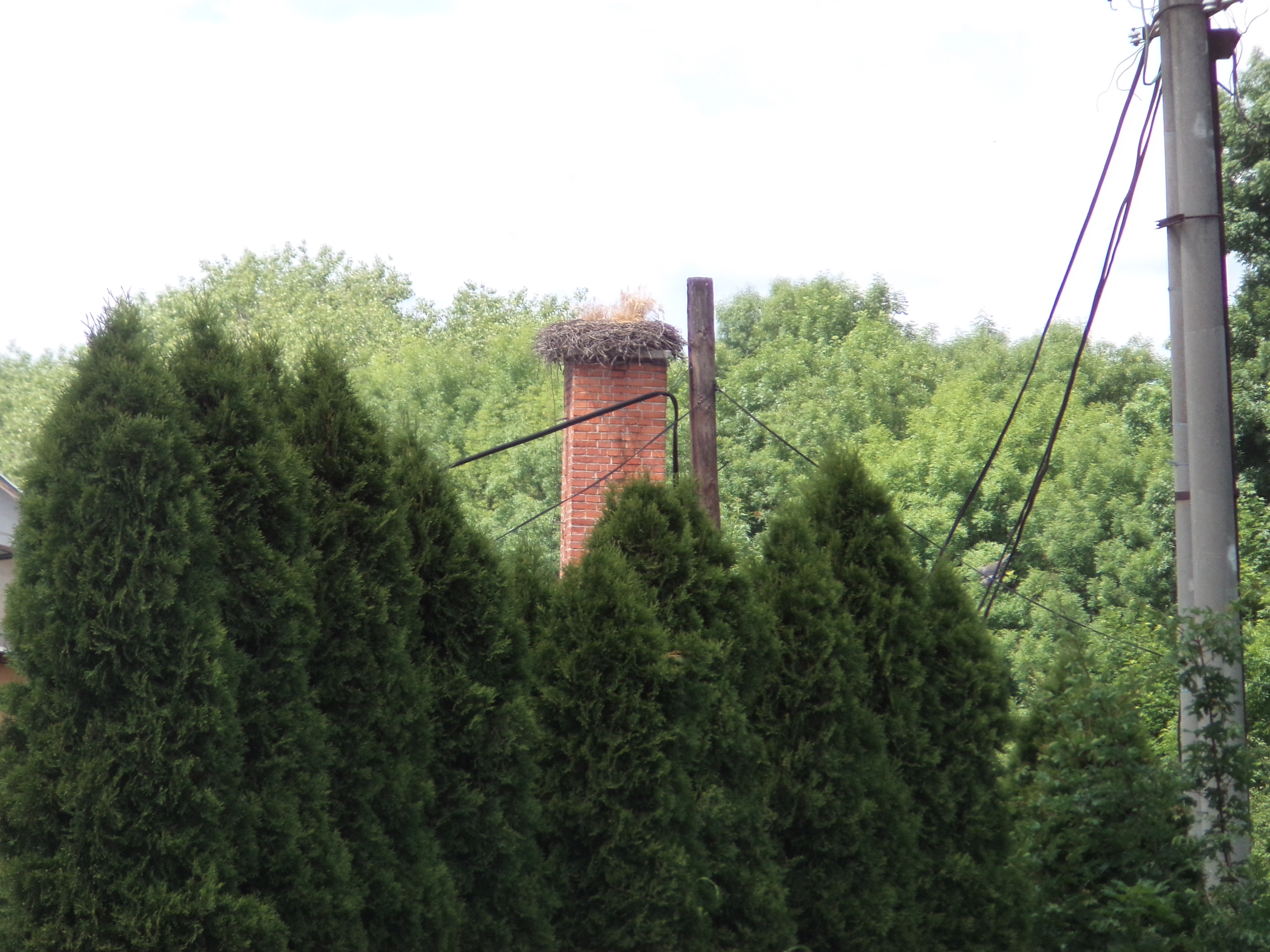

Az 1960-as évek végén még megvoltak a Szentiványi és Hammer féle park több száz éves hársfái. Az egykori parkot a 20. század elején Engelhardt tervei alapján Michal Strnad rendezte. A faluban egy kéményen volt található gólyafészek, de mára megszűnt.

## Nevének eredete
Magyar nevét az ősi magyar Bélád személynévből származtatják.[forrás?] Bélád első fennmaradt írott alakja 1156-ban II. Géza magyar király megerősítő oklevelében szerepel, melyben az esztergomi érsek adománya szerepel az esztergomi káptalan számára. Kishereszténynek 1209-ből,[forrás?] Nagyhereszténynek 1355-ből maradt fenn első írott említése a forrásokban.[forrás?] Pusztahatárt állítólag 1808-ban alapította Jeszenszky Károly királyi tanácsos és barsi alispán.[forrás?]
1906-ban a magyar közigazgatásban az 1898/IV. törvénycikk nyomán a Belügyminisztérium rendelete a Bélád, Kisherestény, Nagyherestény magyar formákat tette hivatalossá. Pusztahatár magyar alakja Néver külterületi részeként vált hivatalossá. Az első bécsi döntés nem érintette ezt a területet.
Mivel a jelenlegi település egyébként is több 1945 után (1960-ban és 1976-ban) egyesített egykor önálló településből áll, értelemszerűen nincs hivatalos magyar névalakja. Mivel a helyi magyarság száma mindig is viszonylag alacsony volt (szórvány), az 534/2011 sz. szlovák kormányrendelet melléklete, sem előzményei nem vonatkoztak és vonatkoznak rá.

## Története
1156-ban "Belad" néven említik először. 1429-ben "Nagbelad" néven bukkan fel a forrásokban. 1268-ban részben Bars várának tartozéka, részben helyi nemeseké. 1286-ban a gímesi váruradalom része, később a Berehényi, Majthényi, Jeszenszky és Szent-Iványi családoké volt. 1294 előtt a falut támadás érte egy hatalmaskodásban.
1429-ben béládi személyek szerepelnek tanúként. 1523-ban kisheresztényi birtokosokat idéztek meg. 1548-ban Jókai István 40 forintért eladta a kisherestyéni nemesi kúriáját a rajta lévő házával együtt kisherestyéni Gyepes Miklósnak. 1573-ban kirabolta a török.
A 17. század elején a Szobonya család is birtokos volt Kisbéládon és Kisherestényben. 1601-ben 43 ház, 1715-ben 15 adózó háztartás található itt. 1828-ban 52 házában 367 lakos élt. Lakói főként mezőgazdasággal foglalkoztak.
Vályi András szerint "BELAD, Kis Belad. Elegyes falu Bars Vármegyében, lakosai katolikusok. Határja kivált némelly részében jó termékenységű, réttyei is hasznosak, malma alkalmatos, piatza kőzel, de legelője szoross, fája kevés, szőlője sem lévén, harmadik Osztálybéli."
"Kis Heresztény. Tót falu Bars Várm. földes Urai több Uraságok, lakosai katolikusok, fekszik Barshoz 2 1/2 mértföldnyire, földgye, és réttye termékeny, piatzozása közel, malma alkalmatos."
"Nagy Heresztény, velki Hrasztani. Tót falu Bars Várm. földes Ura B. Malonyai Uraság, lakosai katolikusok, fekszik az előbbihez közel, Gímes mellett, erdeje nagy, fája tűzre, és épűletre van, földgye, réttye jó, Nyitrán, és Szent Benedeken könnyű módgya az eladásra."
"PUSZTAHATÁR. Szabad puszta Bars Vármegyében, földes Ura Jeszenszky Uraság, fekszik Nagy Hereszényhez nem meszsze, mellynek filiája."
Fényes Elek szerint "Bélád (Kis), Male Beladics, tót falu, Bars vgyében, Nyitra vmegye szélén: 349 kath., 5 evang. lak. Kövér rétek. Juhtenyésztés. F. u. többen. Ut. p. Verebély."
"Herestyén (Kis), Male-Chrasztany, tót falu, Bars vmegyében, Nyitra vármegye szélén: 181 kath. lak. F. u. többen. Ut. p. Verebély."
"Herestyén (Nagy), tót falu, Bars vmegyében: 267 kath. lak. Kath. par. templom. Termékeny szántóföld. Jó rét. Vizimalmok. Többen birják. Ut. p. Verebély."
A trianoni békeszerződésig Bars vármegye Aranyosmaróti járásához tartozott.

## Népessége
| Év:            | 1994. | 2004.   | 2014.   | 2024.    |
| -------------- | ----- | ------- | ------- | -------- |
| Emberek száma: | 1544  | 1519    | 1603    | 1768     |
| Eltérés:       |       | -1,61 % | +5,52 % | +10,29 % |

| Év:            | 2023. | 2024.   |
| -------------- | ----- | ------- |
| Emberek száma: | 1723  | 1768    |
| Eltérés:       |       | +2,61 % |

1880-ban Bélád 305 lakosából 192 szlovák, 83 magyar és 24 német anyanyelvű és 6 csecsemő volt. Ebből 264 római katolikus, 37 zsidó és 4 evangélikus vallású. Kisheresztény 163 lakosából 129 szlovák, 24 magyar anyanyelvű és 10 csecsemő volt. Ebből 154 római katolikus és 9 zsidó vallású. Nagyheresztény 441 lakosából 385 szlovák, 27 magyar és 9 német anyanyelvű, 2 idegen és 18 csecsemő volt. Ebből 432 római katolikus és 9 zsidó vallású.
1890-ben Bélád 293 lakosából 228 szlovák és 28 magyar anyanyelvű volt. Kisheresztényen 131 szlovák és 12 magyar anyanyelvű, Nagyheresztényben 392 szlovák és 25 magyar anyanyelvű élt.
1900-ban Bélád 299 lakosából 207 szlovák és 66 magyar anyanyelvű volt. Kisheresztényen 94 szlovák és 31 magyar anyanyelvű, Nagyheresztényben 388 szlovák és 60 magyar anyanyelvű élt.
1910-ben Bélád 290 lakosából 163 szlovák és 122 magyar anyanyelvű, Kisheresztény 125 lakosából 70 szlovák és 54 magyar anyanyelvű, Nagyhereszténynek 522 lakosából 301 szlovák és 181 magyar anyanyelvű volt.
1919-ben Bélád 30 házában, 389 lakosából 330 csehszlovák, 52 magyar, 2-2 ruszin és német és 3 más nemzetiségű volt. Kisheresztény 25 házában, 131 lakosából 128 csehszlovák és 3 magyar volt. Nagyheresztény 85 házában, 609 lakosából 588 csehszlovák, 20 magyar és 1 ruszin volt.
1921-ben Bélád 258 lakosából 195 csehszlovák és 52 magyar volt. Kisheresztény 116 csehszlovák és 22 magyar, Nagyheresztényen 451 csehszlovák és 30 magyar élt.
1930-ban Bélád 270 lakosából 250 csehszlovák és 12 magyar volt. Kisheresztény 143 csehszlovák és 11 magyar, Nagyheresztényen 606 csehszlovák és 3 magyar élt.
1970-ben Bélád 871 lakosából 857 szlovák és 2 magyar volt, Herestyén 1063 lakosából 1052 szlovák és 4 magyar volt.
1980-ben 1713 lakosából 1692 szlovák és 5 magyar volt.
1991-ben 1547 lakosából 1513 szlovák és 3 magyar volt.
2001-ben 1536 lakosából 1513 szlovák és 6 magyar volt.
2011-ben 1567 lakosából 1521 szlovák.[forrás?]
2021-ben 1666 lakosából 1523 szlovák, 10 magyar, 21 cigány, 15 egyéb és 97 ismeretlen nemzetiségű.

## Neves személyek
- Itt született 1626-ban Elevenkuti András jezsuita áldozópap és tanár.
- Itt született 1725. november 2-án Holló Imre piarista szerzetes pap, tanár.
- Itt született 1782-ben Jeszenszky József gyümölcstermesztő.[18]
- Kisheresztényben született 1778-ban Huszár Mátyás vízépítő mérnök, geodéta, táblabíró.
- Nagyheresztényben született 1925-ben František Tokár asztali teniszező.
- Itt tanult Ján Tužinský szlovák esszéista, ifjúsági író.
- Itt a sírboltban nyugszik Szentiványi Márton (1633-1705) egyetemi tanár, író, filozófus.
- Itt szolgált nevelőként Karsay Imre (1860-1938) plébános.

## Nevezetességei

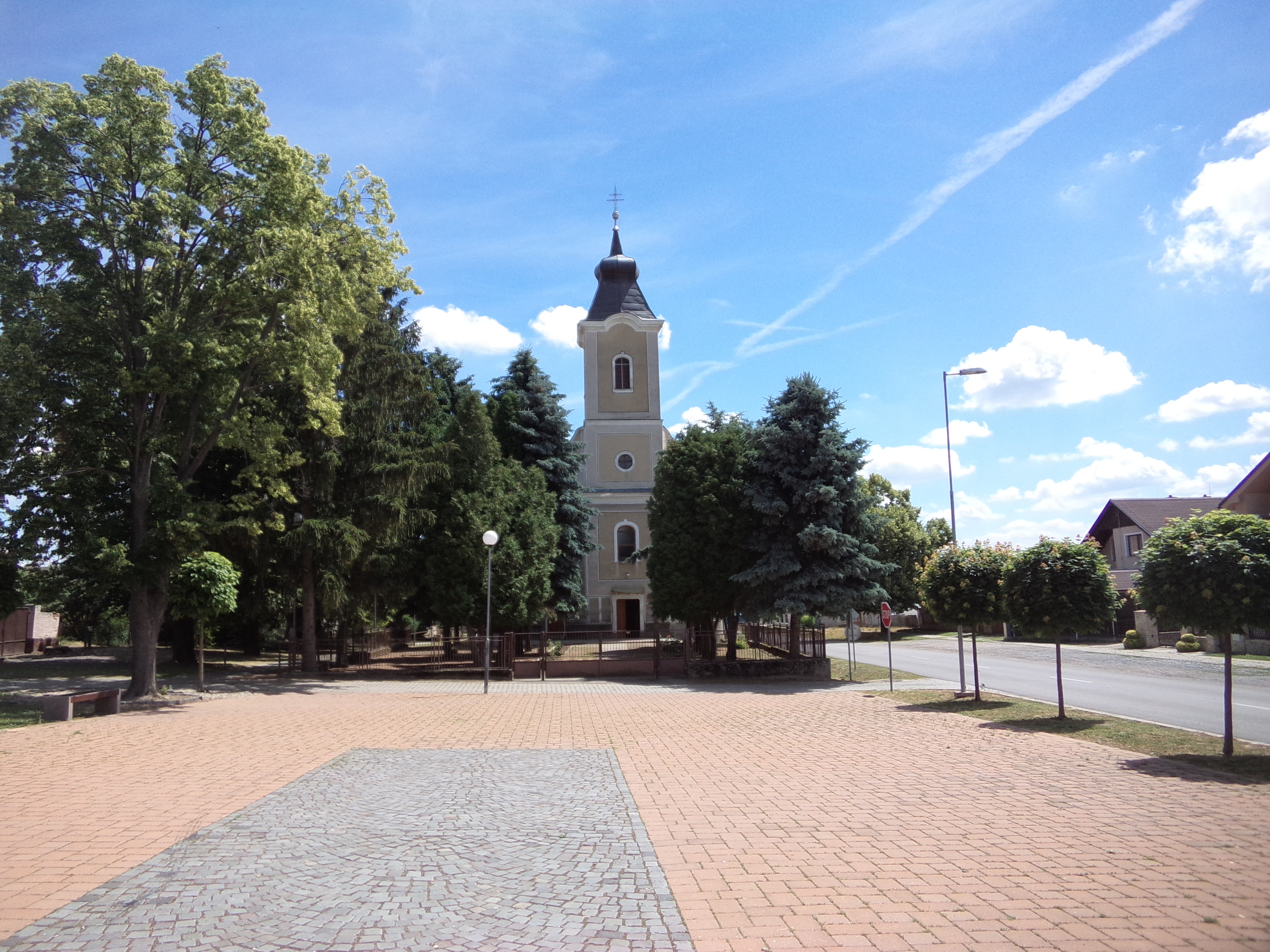
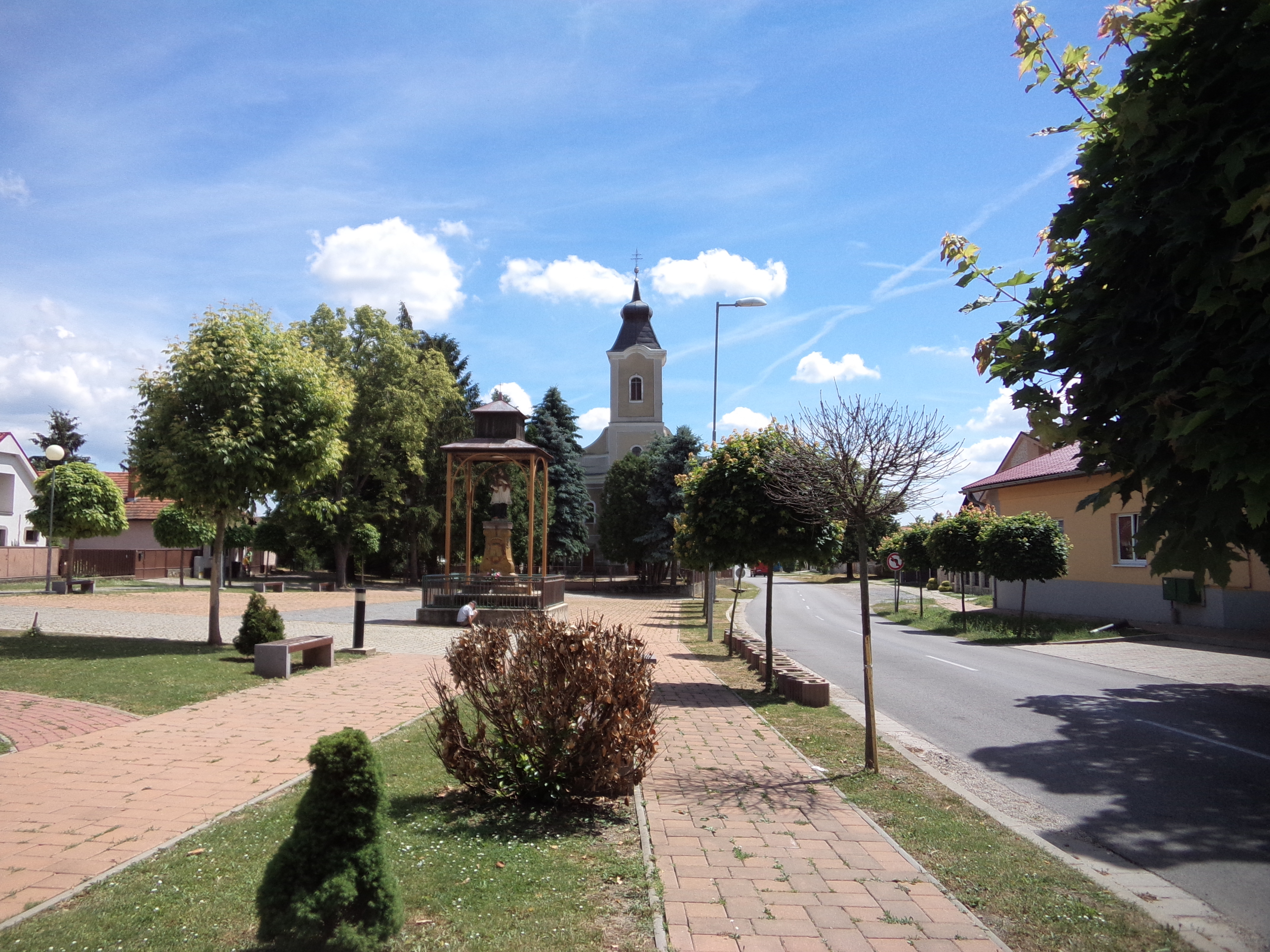
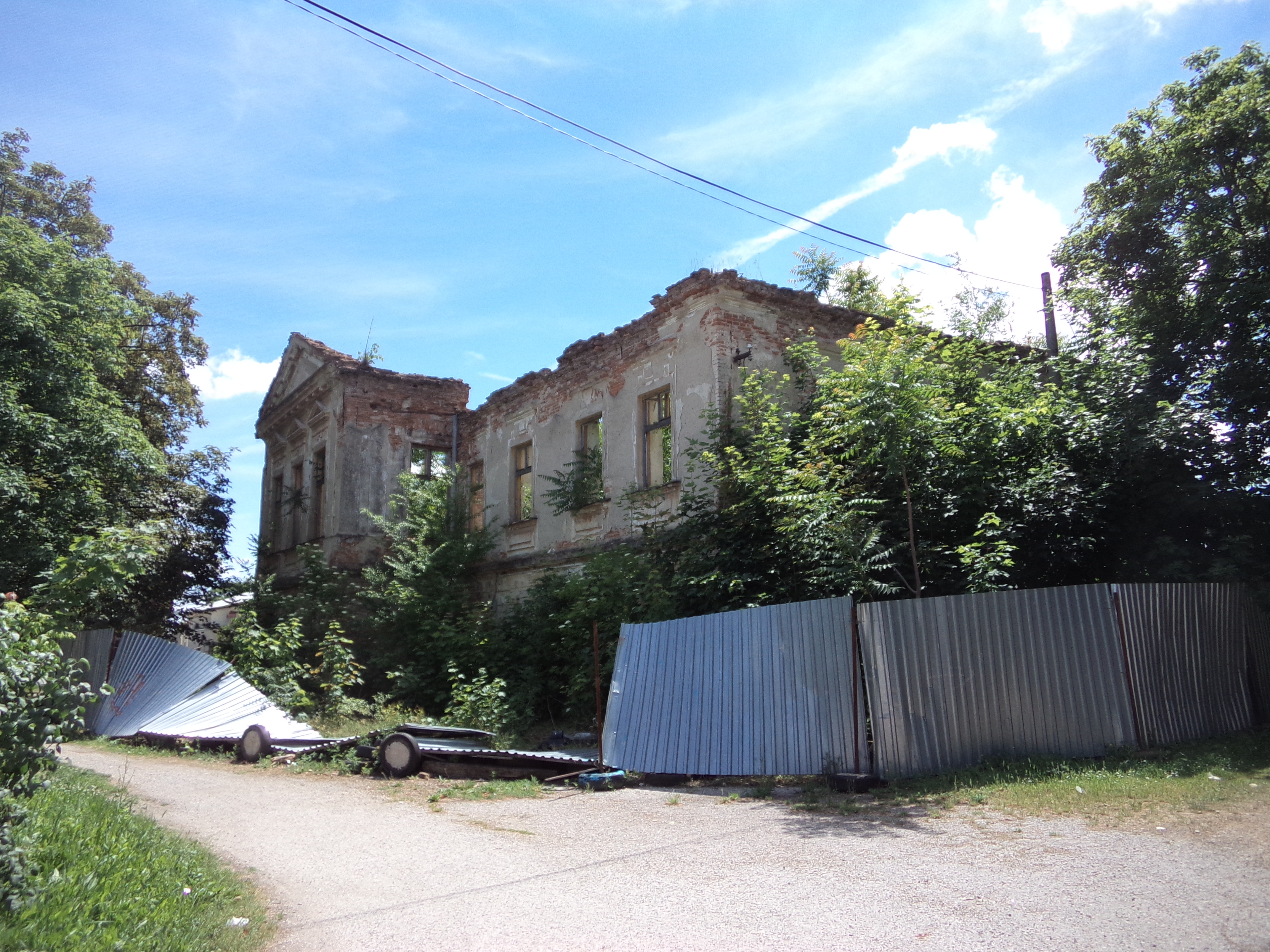
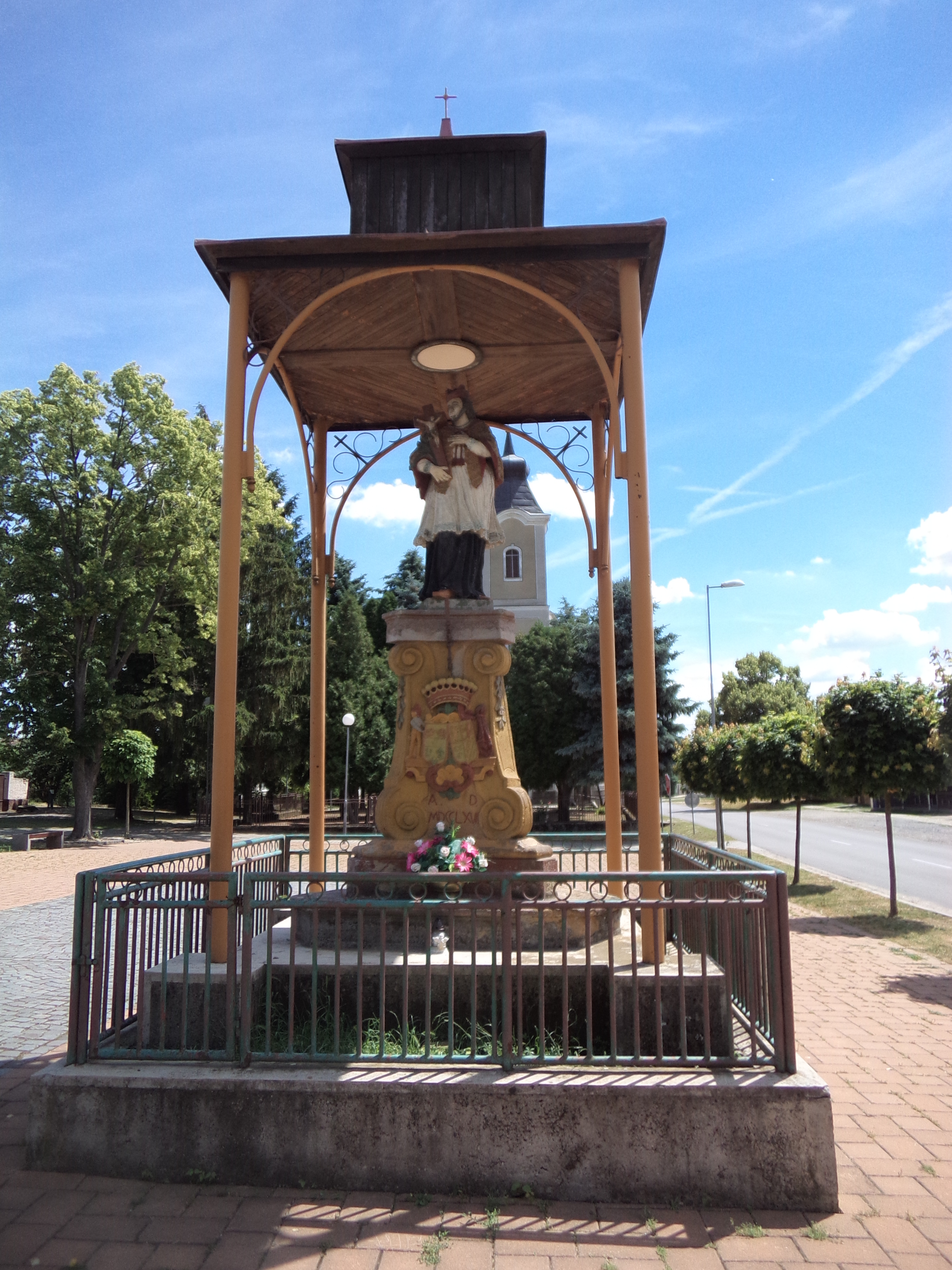

- A Szent-Iványi család béládi kastélya szép parkkal. Hatalmas hársfáinak kora becslés szerint 250-600 év. A kastély a 18. század végén épült barokk stílusban. 1874-ben neoklasszicista stílusban bővítették.
- A Szent-Iványi család mauzóleuma 1874-ben épült, Fadrusz János alkotásaival.
- A Malonyai család nagyheresztényi kastélya, parkjában öreg gesztenyefákkal.
- Nagyheresztény római katolikus temploma 1794 és 1804 között épült Nepomuki Szent János tiszteletére. A falu plébánosát viszont már 1418-ban is említik.[19]
- Kisheresztény Szent Kereszt kápolnája 1854-ben épült romantikus stílusban.
- A pusztahatári Jeszenszky-kastély 1820-ban épült. 1945 és 1998 között a község tulajdonában volt. Az 1970-es évek végén renoválás alatt állt,[20] de állapota leromlott. Új tulajdonosa renováltatja.